# Ian Desmond
Ian M. Desmond (ur. 20 września 1985) – amerykański baseballista, który występował na pozycji łącznika i zapolowego.

## Przebieg kariery
Desmond został wybrany w 2004 roku w trzeciej rundzie draftu przez Montreal Expos i początkowo występował w klubach farmerskich tego zespołu. Po przeniesieniu siedziby Expos z Montrealu do Waszyngtonu, grał w kilku klubach farmerskich Nationals, między innymi w Syracuse Chiefs, reprezentującym poziom Triple-A. W Major League Baseball zadebiutował 10 września 2009 w meczu przeciwko Philadelphia Phillies, w którym zdobył home runa i zaliczył double.
W 2012 został wybrany do Meczu Gwiazd, jednak nie mógł wystąpić z powodu kontuzji; zastąpił go Michael Bourn z Atlanta Braves. W tym samym roku po raz pierwszy otrzymał nagrodę Silver Slugger Award spośród łączników. 29 lutego 2016 podpisał roczny kontrakt z Texas Rangers.
13 grudnia 2016 związał się pięcioletnią umową z Colorado Rockies.

## Nagrody i wyróżnienia
| Nagroda/wyróżnienie     | Lata             | Źródło      |
| 2× All-Star             | 2012, 2016       | [ 1 ]       |
| 3× Silver Slugger Award | 2012, 2013, 2014 | [ 6 ] [ 9 ] |